# 9 mars
Pour les articles homonymes, voir Neuf-Mars.
9 février 9 avril
Chronologies thématiques
- Croisades
- Ferroviaires
- Sports
- Disney
- Anarchisme
- Catholicisme

Abréviations / Voir aussi
- (° 1852) = né en 1852
- († 1885) = mort en 1885
- a.s. = calendrier julien
- n.s. = calendrier grégorien
- Calendrier
- Calendrier perpétuel
- Liste de calendriers
- Naissances du jour

Le 9 mars est le 68e jour, moins souvent le 69e, de l'année du calendrier grégorien ; il en reste ensuite 297.
C'était généralement le 19e jour du mois de ventôse dans le calendrier républicain / révolutionnaire français officiellement dénommé  jour du cerfeuil.

## Événements

### XIesiècle
- 1009 : première mention de la Lituanie (in Annales de Quedlinbourg).

### XIVesiècle
- 1309 : Clément V fixe la résidence papale à Avignon (« captivité de Babylone »).

### XVesiècle
- 1451 : mariage de Louis XI et de Charlotte de Savoie.
- 1500 : départ de l'expédition de Pedro Álvares Cabral vers l'Amérique du Sud.

### XVIesiècle
- 1589 : signature du traité de Bytom et Będzin (Maximilien III d'Autriche renonce à ses droits sur la couronne de Pologne).

### XVIIIesiècle
- 1715 : au Royaume-Uni, fin des élections générales et elles sont remportées par le parti whig.
- 1762 : condamnation à mort de Jean Calas[1].
- 1765 : verdict de réhabilitation de Jean Calas[1].
- 1780 : victoire espagnole à la bataille de Fort Charlotte pendant la guerre d'indépendance américaine.
- 1796 : Napoléon Bonaparte épouse Joséphine de Beauharnais.

### XIXesiècle
- 1831 : la Légion étrangère est créée par l'ordonnance du roi des Français Louis-Philippe.
- 1869 : les régions occidentales entre l'Ontario et les montagnes Rocheuses sont cédées au Canada par la Compagnie de la Baie d'Hudson.

### XXesiècle
- 1916 :
  - l'Allemagne déclare la guerre au Portugal.
  - accord secret franco-anglais pour le démantèlement de l'Empire ottoman.
  - bataille de Columbus pendant la guerre de la frontière américano-mexicaine.
- 1921 : traité de paix de Cilicie visant à mettre fin à la campagne de Cilicie.
- 1932 :
  - Éamon de Valera devient président de l'Irlande.
  - Puyi devient président de l'État du Mandchoukouo, créé par les Japonais.
- 1942 : exécution des sept condamnés du procès du Palais Bourbon.
- 1945 : l'empire du Japon réalise un coup de force pour prendre le contrôle de l'Indochine française.
- 1974 : Hirō Onoda, un ancien officier japonais, se rend après s'être caché dans la jungle philippine pendant 30 ans. Il ne savait pas que la guerre était finie.
- 1986 : Mário Soares devient président du Portugal.
- 1996 : Jorge Fernando Branco de Sampaio devient président du Portugal.

### XXIesiècle
- 2001 : à Kiev, l'une des manifestations du mouvement « L'Ukraine sans Koutchma » dégénère en affrontements entre les Berkout et les manifestants ;
- 2006 : Aníbal Cavaco Silva devient président du Portugal.
- 2023 : au Népal, Ram Chandra Poudel est élu président de la République[2].

## Arts, culture et religion
- 1886 : création du Carnaval des animaux de Camille Saint-Saëns.
- 2016 : sortie en France du film Louis-Ferdinand Céline réalisé par Emmanuel Bourdieu.

## Sciences et techniques
- 1911 : la France abandonne le méridien de Paris pour celui de Greenwich.
- 2015 : l'avion solaire Solar Impulse 2 décolle d'Abou Dabi pour un « tour du monde sans carburant ».
- 2016 : éclipse solaire totale visible en Indonésie et aux États fédérés de Micronésie (océans Indien & Pacifique).

## Économie et société
- 1964 : première édition du Salon international de l'agriculture à Paris sous la férule du ministre Edgard Pisani.
- 2015 : dix personnes dont les sportifs français Florence Arthaud, Camille Muffat et Alexis Vastine meurent dans une collision aérienne entre deux hélicoptères lors du tournage d'un jeu télévisé français d'aventures en Argentine.
- 2020 :
  - le gouvernement italien confronté à une flambée épidémique de maladie à coronavirus 2019 place l'ensemble du pays en quarantaine, décision alors inédite dans une démocratie libérale[3].
  - Effondrement du cours du pétrole lié aux inquiétudes de l'épidémie de maladie à coronavirus et aux désaccords entre l'Arabie saoudite et la Russie[4].

## Naissances

### XIIIesiècle
- 1213 : Hugues IV, duc de Bourgogne († 27 / 30 octobre 1272).
- 1285 : Go-Nijō, empereur du Japon († 1318).

### XVesiècle
- 1454 : Amerigo Vespucci, explorateur génois († 22 février 1512).
- 1479 : Bogdan III le Borgne, prince de Moldavie († 20 avril 1517).
- 1492 : John Brydges (1er baron Chandos), courtisan anglais, député et pair († 12 avril 1557).

### XVIesiècle
- 1522 : Juan de Castellanos, poète, chroniqueur et prêtre espagnol († 27 novembre 1607).
- 1551 : Alessandro Alberti, peintre italien de la Renaissance († 10 juillet 1596).
- 1554 : Ascanio Persio, philologue italien de la Renaissance († 1er février 1610).
- 1561 : Wenceslas d'Autriche, membre de la Maison de Habsbourg († 22 septembre 1578).
- 1564 : David Fabricius, astronome allemand († 7 mai 1617).
- 1568 : saint Louis de Gonzague, étudiant jésuite mort au service des pestiférés à Rome († 21 juin 1591).
- 1585 : Pierre Belain d'Esnambuc, flibustier français normand († juin 1637).
- 1589 : Baltasar Moscoso y Sandoval, cardinal espagnol († 17 septembre 1665).

### XVIIesiècle
- 1611 : Pierre-Joseph-Marie Chaumonot, prêtre jésuite français († 21 février 1693).
- 1616 : Robert Giguère, pionniers en Nouvelle-France († août 1709).
- 1629 : Alexis Ier de Russie, tsar de Russie († 8 février 1676).
- 1631 : Claude-François Ménestrier, jésuite, historien et héraldiste français († 21 janvier 1705).
- 1640 : Jacques d'Agar, peintre portraitiste français († 16 novembre 1715).
- 1666 : George Granville, poète, écrivain et homme politique britannique († 29 janvier 1735).
- 1697 : Friederike Caroline Neuber, directrice et actrice de théâtre allemande († 30 novembre 1760).

### XVIIIesiècle
- 1722 : Jacques Montet, chimiste français († 13 novembre 1782).
- 1734 : Simon Wouters, 42e abbé belge de Parc († 24 novembre 1792).
- 1737 : Josef Mysliveček, compositeur tchèque († 4 février 1781).
- 1742 : Jean-Louis Carra, homme politique français († guillotiné le 31 octobre 1793).
- 1746 :
  - François Delaistre, sculpteur français († 23 avril 1832).
  - Antoine Marie Paris d'Illins, militaire français († 18 novembre 1809).
- 1749 : Honoré-Gabriel Riquetti de Mirabeau, homme politique et écrivain français († 2 avril 1791).
- 1751 : Sébastien Gérardin, naturaliste français († 17 juillet 1816).
- 1753 : Jean-Baptiste Kléber, militaire français († 14 juin 1800).
- 1754 : Étienne François Sallé de Chou, homme politique français († 29 décembre 1832).
- 1756 : Pierre Léon Levavasseur, militaire français († 18 juillet 1808).
- 1757 : Pierre Thouvenot, militaire français († 21 juillet 1817).
- 1758 : Franz Joseph Gall, neuroscientifique allemand († 22 août 1828).
- 1759 : Charles-Louis Huguet de Sémonville, homme politique et diplomate français († 11 avril 1839).
- 1763 : William Cobbett, journaliste et auteur britannique († 18 juin 1835).
- 1776 : Constance Mayer, peintre française († 26 mai 1821).
- 1800 :
  - Émile Fulrand Belin, ingénieur des Ponts et Chaussées († 1er mai 1887).
  - Alexandre Glais-Bizoin, homme politique français († 6 novembre 1877).

### XIXesiècle
- 1814 : Taras Chevtchenko, poète ukrainien († 10 mars 1861).
- 1817 : Anna Rimbaut-Borrel, peintre française († 13 octobre 1842) ;
- 1818 : Henri Sainte-Claire Deville, chimiste français († 1er juillet 1881).
- 1838 : Ludwig Gumplowicz, historien et juriste polonais († 19 août 1909).
- 1840 : Henri Cazalis (pseudonymes : Jean Caselli, Jean Lahor), médecin et poète symboliste français († 1er juillet 1909).
- 1844 : Eugène Damas, peintre français († 4 août 1899).
- 1856 : Tom Roberts, artiste australien († 14 septembre 1931).
- 1862 :
  - Sidney Frederic Harmer, zoologiste britannique († 22 octobre 1950).
  - Nikolaï Pimonenko, peintre ukrainien († 26 mars 1912).
- 1867 : Émile Warré, religieux et apiculteur français († 20 avril 1951).
- 1875 : 
  - Albert Ayat, escrimeur français, champion olympique en 1900 († 2 décembre 1935).
  - Georges Pavec (Saint-Brieuc, Côtes-d'Armor, 9 mars 1875 - Cannes, 6 novembre 1963), peintre français.
- 1881 : Ernest Bevin, homme politique britannique († 14 avril 1951).
- 1882 : Paul Dullac, comédien français († 17 août 1941).
- 1883 : Umberto Saba, écrivain et poète italien († 25 août 1957).
- 1890 : Viatcheslav Mikhaïlovitch Molotov, homme politique et diplomate soviétique († 8 novembre 1986).
- 1892 :
  - Mátyás Rákosi, secrétaire général du Parti communiste hongrois († 5 février 1971).
  - Vita Sackville-West, écrivain britannique († 2 juin 1962).
- 1893 : Roland Jacobi, champion de tennis de table hongrois († 22 mai 1951).
- 1899 :
  - Jules Dewaquez, footballeur français († 11 juin 1971).
  - Mag-Avril (Marguerite Perrée-Sauvan dite), actrice française († 4 novembre 1985).
- 1900 :
  - Howard Aiken, informaticien américain († 14 mars 1973).
  - Tomislav II de Croatie, duc de Spolète puis duc d’Aoste († 29 janvier 1948)

### XXesiècle
- 1902 :
  - Luis Barragán, architecte mexicain († 22 novembre 1988).
  - Will Geer, acteur américain († 22 avril 1978).
- 1905 : Félix Labisse, peintre français († 29 janvier 1982).
- 1906 : David Smith, sculpteur américain († 23 mai 1965).
- 1907 : Mircea Eliade, historien roumain († 22 avril 1986).
- 1909 : 
  - Rodolphe Hiden, footballeur puis entraîneur français d'origine autrichienne († 11 septembre 1973).
  - Shizue Natsukawa, actrice japonaise († 24 janvier 1999).
- 1910 :
  - Samuel Barber, compositeur américain († 23 janvier 1981).
  - S. Sylvan Simon, réalisateur et producteur américain († 17 mai 1951).
  - William Campbell Gault, écrivain américain († 27 décembre 1995).
- 1911 : 
  - Raymond Abrashkin, écrivain américain († 25 août 1960).
  - Guy Jarrosson, homme politique français († 20 août 1994).
  - Rudolf Kundera, peintre tchèque († 9 janvier 2005).
  - John Lounsbery, dessinateur et animateur américain († 13 février 1976).
  - Clara Rockmore, musicienne américaine († 10 mai 1998).
  - Homer John Scoggan, professeur, botaniste et mycologue canadien († 28 juin 1985).
- 1918 :
  - Jean Donnedieu de Vabres, haut fonctionnaire français († 3 août 2009).
  - George Lincoln Rockwell, homme politique américain († 2 août 1967).
  - Mickey Spillane, écrivain américain († 17 juillet 2006).
- 1921 : 
  - Carl Betz, acteur américain († 18 janvier 1978).
  - Dimítris Horn, acteur grec († 16 janvier 1998).
- 1923 :
  - André Courrèges, couturier français († 7 janvier 2016).
  - Basil Hume, prélat britannique († 17 juin 1999).
  - Walter Kohn, physicien autrichien, prix Nobel de chimie 1998 († 19 avril 2016).
- 1925 :
  - Henning Bendtsen, directeur de la photographie danois († 8 février 2011).
  - Raymond Bourgine, journaliste, homme politique français, PDG de Le Spectacle du monde, (Perspectives &) Réalités, Valeurs actuelles († 29 novembre 1990).
  - G. William Miller, homme politique américain, secrétaire d'État au Trésor de 1979 à 1981 († 17 mars 2006).
  - Jack Smight, réalisateur américain († 1er septembre 2003).
- 1926 : Jean-Paul Jeannotte, chanteur lyrique et syndicaliste québécois († 9 septembre 2021).
- 1928 :
  - Gerald Bull, ingénieur canadien et fabricant d’armes († 22 mars 1990).
  - Tatsumi Hijikata, chorégraphe japonais († 21 janvier 1986).
- 1929 :
  - Marie Cardinal, femme de lettres française († 9 mai 2001).
  - Desmond Hoyte, homme politique guyanien († 22 décembre 2002).
  - Steve London, acteur de cinéma et de télévision américain († 14 juin 2014).
  - Jean Rougerie, acteur français († 25 janvier 1998).
- 1930 :
  - Ornette Coleman, musicien américain († 11 juin 2015).
  - Taina Elg (Taina Elisabeth Elg), actrice et danseuse d’origine finlandaise naturalisée américaine.
  - Stephen Fumio Hamao, prélat japonais († 8 novembre 2007).
  - Thomas Schippers, chef d'orchestre américain († 16 décembre 1977).
- 1931 : 
  - Gilles Perrault (Jacques Peyroles dit aussi Gil Perrault, Sidney ou Vania), journaliste et écrivain d'investigation français et normand.
  - Karan Singh, homme politique, diplomate et écrivain indien, maharadjah du Jammu-et-Cachemire.
- 1932 : Keely Smith, chanteuse américaine († 16 décembre 2017).
- 1933 :
  - Mel Lastman, homme politique canadien.
  - Lloyd Price, chanteur américain. († 3 mai 2021).
- 1934 :
  - Youri Gagarine, cosmonaute soviétique († 27 mars 1968).
  - Joyce Van Patten, actrice américaine.
- 1936 :
  - Mickey Gilley, chanteur et pianiste de musique country américain. († 7 mai 2022).
  - Elina Salo, actrice finlandaise de cinéma et de télévision.
- 1937 :
  - Bernard Landry, homme politique canadien († 6 novembre 2018).
  - Harry Neale, joueur, entraîneur et commentateur canadien de hockey sur glace.
  - Brian Redman, pilote de Formule 1 et d'endurance anglais.
- 1938 : Lill-Babs (Barbro Margareta Svensson dite), chanteuse suédoise († 3 avril 2018).
- 1939 :
  - Jean-Pierre Chevènement, homme politique français.
  - Benjamin Zander, chef d'orchestre britannique.
- 1940 :
  - Jean-Jacques Debout, compositeur et musicien français.
  - Raúl Juliá, acteur portoricain († 24 octobre 1994).
- 1941 :
  - Jean-François Mattéi, professeur de philosophie politique et sociale († 24 mars 2014).
  - Wolfgang Scheidel, lugeur est-allemand.
- 1942 :
  - John Cale, musicien britannique.
  - Mark Lindsay (en), chanteur américain du groupe Paul Revere & The Raiders.
- 1943 :
  - Bobby Fischer, joueur d'échecs américain († 17 janvier 2008).
  - Jef Raskin, informaticien américain († 26 février 2005).
  - Trish Van Devere, actrice américaine.
- 1945 :
  - Dennis Rader, tueur en série américain.
  - Robin Trower, musicien britannique du groupe Procol Harum.
- 1946 : Bernd Hölzenbein, footballeur allemand.
- 1947 : 
  - Niké Arrighi, actrice, peintre et graveuse française  († 12 février 2025).
  - Keri Hulme, écrivaine néo-zélandaise († 27 décembre 2021).
- 1948 : Jeffrey Osborne, chanteur et compositeur américain.
- 1949 : Henry-Jean Servat, écrivain et journaliste français.
- 1951 :
  - Zakir Hussain, percussionniste indien. († 15 décembre 2024).
  - Katherine Mousseau, actrice québécoise.
  - Helen Zille, journaliste et femme politique sud-africaine.
- 1952 :
  - Amir Peretz, homme politique israélien.
  - Uļjana Semjonova, basketteuse lettone ancienne joueuse soviétique.
- 1953 : Kiyomi Kato, joueuse de volley-ball japonaise.
- 1954 :
  - Patrice Abeille, homme politique français, indépendantiste de Savoie († 20 juillet 2013).
  - Carlos Ghosn, homme d'affaires libano-franco-brésilien.
  - Bobby Sands, militant irlandais de l’Armée républicaine irlandaise provisoire († 5 mai 1981).
- 1955 :
  - Teo Fabi, pilote de Formule 1 et d'endurance italien.
  - Ornella Muti, actrice italienne.
  - Maria Cristina Ogier, laïque italienne, vénérable catholique († 8 janvier 1974).
  - Juri Yokoyama, joueuse de volley-ball japonaise.
- 1956 : György Nébald, escrimeur hongrois, champion olympique.
- 1958 :
  - Linda Fiorentino, actrice américaine.
  - Christian Fougeron, auteur, compositeur, interprète chanteur et guitariste français, du duo musical Raft.
  - Martin Fry, chanteur anglais du groupe ABC.
  - Hans Stacey, pilote de rallye-raid camion néerlandais.
- 1959 : Stuart Gulliver, banquier britannique, directeur général de HSBC.
- 1960 :
  - Elsa Cayat, psychanalyste française et chroniqueuse du journal Charlie Hebdo († 7 janvier 2015).
  - Florence Malgoire, violoniste. († 11 août 2023).
  - Thierry Vigneron, perchiste français.
- 1961 :
  - Aldo Canti, athlète français spécialiste du 400 mètres.
  - Robert Rechsteiner, catcheur américain.
- 1963 :
  - Maurizio Stecca, boxeur italien.
  - Jean-Marc Vallée, réalisateur et scénariste québécois.
- 1964 :
  - Marianne Basler, actrice française.
  - Juliette Binoche, actrice française.
  - Phil Housley, ancien joueur de hockey américain.
  - Valérie Lemercier, humoriste, comédienne, scénariste et cinéaste française.
  - Hiner Saleem, cinéaste irakien.
- 1965 :
  - Benito Santiago, joueur de baseball dominicain.
  - Dany Turcotte, humoriste et animateur de télévision québécois.
- 1966 :
  - Alison Doody, actrice irlandaise.
  - Giorgio Furlan, cycliste sur route italien.
  - Pascal Vahirua, footballeur français.
- 1967 : Andriy Skvaruk, athlète ukrainien spécialiste du lancer du marteau.
- 1968 :
  - Sébastien Audigane, navigateur français.
  - Youri Djorkaeff, footballeur français.
  - Jorge Larrionda, arbitre de football international uruguayen.
  - Antoine Mindjimba, joueur de hockey sur glace français.
  - Rexy Mainaky, joueur de badminton indonésien, champion olympique.
  - Beniamino Bonomi, kayakiste italien, champion olympique.
- 1969 :
  - Mahmoud Abdul-Rauf, basketteur américain.
  - François Cusset, historien des idées et professeur français.
  - Stefie Shock, chanteur et compositeur québécois.
- 1970 :
  - Jean-Pierre Jeandat, pilote de moto français.
  - Martin Johnson, joueur de rugby anglais.
  - Shannon Leto, musicien américain, batteur du groupe Thirty Seconds to Mars.
- 1971 :
  - Erwan Chuberre, romancier français († 25 août 2014).
  - Julia Duporty, sprinteuse cubaine spécialiste du 200 et 400 mètres.
- 1973 :
  - Stéphane Artano, homme politique français.
  - Nikša Kaleb, handballeur croate.
  - David Prinosil, joueur de tennis allemand.
- 1974 :
  - Yuriy Bilonoh, athlète ukrainien spécialiste du lancer du poids.
  - Thibault Giroud, sportif français.
  - Marco Velo, coureur cycliste italien.
  - Armen Nazarian, lutteur arménien, champion olympique.
- 1975 : Roy Makaay, footballeur néerlandais.
- 1976 :
  - Vincent Desagnat, acteur français.
  - Yamila Díaz, mannequin argentine.
  - Anier García, athlète cubain, champion olympique du 110 m haies.
  - Olga Kaliturina, athlète russe spécialiste du saut en hauteur.
  - Francisco Mancebo, cycliste sur route espagnol.
  - Carmen Montón, femme politique espagnole du Parti socialiste ouvrier espagnol (PSOE).
  - Ben Mulroney, animateur de télévision canadien.
- 1977 :
  - Sébastien Chabaud, footballeur français.
  - Vincent Defrasne, biathlète français champion olympique.
  - Radek Dvořák, hockeyeur sur glace tchèque.
- 1978 :
  - Lucas Lasserre, pilote automobile français.
  - Lucas Neill, footballeur australien.
  - Chris Phillips, hockeyeur canadien.
  - Aliann Pompey, sprinteuse guyanienne.
- 1979 : Melina Pérez, catcheuse américaine.
- 1980 :
  - Matt Barnes, basketteur américain.
  - Claire Leroy, navigatrice française.
  - Matthew Gray Gubler, acteur américain.
- 1981 : Lilou Fogli, actrice française.
- 1982 :
  - Mirjana Lučić, joueuse de tennis croate.
  - Viliami Ma'afu, joueur de rugby tongien.
  - Rachel Neylan, coureuse cycliste sur route australienne.
  - Érika de Souza, basketteuse brésilienne.
- 1983 :
  - Luke Charteris, joueur de rugby gallois.
  - Clint Dempsey, footballeur américain.
  - Roberto Ferrari, cycliste sur route italien.
- 1984 :
  - Guillaume Gillet, footballeur belge.
  - Robert Kromm, joueur allemand de volley-ball.
  - Julia Mancuso, skieuse américaine.
- 1985 :
  - Zach Andrews basketteur américain.
  - Pastor Maldonado, pilote automobile vénézuélien.
- 1986 :
  - Bryan Bickell, hockeyeur professionnel canadien.
  - Jana Jordan, actrice américaine.
  - Svetlana Shkolina, athlète russe spécialiste du saut en hauteur.
  - Brittany Snow, actrice américaine.
  - Yésica Toscanini, mannequin argentine.
- 1987 :
  - Lil Bow Wow, rappeur américain.
  - Daniel Hudson, joueur de baseball américain.
- 1989 :
  - Florian Carvalho, athlète français spécialiste des courses de demi-fond.
  - Emanuel Mayers, athlète trinidadien, spécialiste du 400 m haies.
  - Hong Un-jong, gymnaste nord-coréenne.
  - Taeyeon, chanteuse sud-coréenne.
- 1990 :
  - Daley Blind, footballeur néerlandais.
  - YG (Keenon Daequan Ray Jackson dit), rappeur américain.
- 1993 :
  - Stefano Sturaro, footballeur italien.
  - Min Yoongi, rappeur, parolier et auteur-compositeur du boys band sud-coréen Bangtan Boys.
- 1998 : Abdoulaye N'doye, basketteur français.

### XXIesiècle
- 2000 : 
  - Khaby Lame, créateur de contenu italien, célèbre pour ses vidéos humoristiques sur TikTok
  - Pedro Neto, footballeur international portugais
- 2002 : 
  - Enzo Arnaldi, ancien footballeur français

## Décès

### XIIesiècle
- 1156 : Alexandre de Malonne, prélat flamand (° inconnue).

### XVIesiècle
- 1588 : Pomponio Amalteo, peintre italien (° 1505).

### XVIIesiècle
- 1613 : Giovanni Battista Bassano, peintre maniériste italien (° 4 mars 1553).
- 1661 : Jules Mazarin, cardinal et homme d'État français (° 14 juillet 1602).

### XVIIIesiècle
- 1743 :
  - Jean-Baptiste Lully fils, musicien français (° 6 août 1665).
  - Giuseppe Zola, peintre italien (° 5 mars 1672).
- 1764 : Petru Pavel Aron, prélat transylvain (° 1709).
- 1782 : Félix Le Royer de La Sauvagère, militaire français (° 14 septembre 1707).
- 1795 : John Walsh, savant britannique (° 1er juillet 1726).

### XIXesiècle
- 1813 :
  - Louise Contat, actrice française (° 17 juin 1760).
  - Nicolas Madget, patriote irlandais (° 1740).
- 1825 : Anna Laetitia Barbauld, femme de lettres britannique (° 20 juin 1743).
- 1836 : Antoine Destutt de Tracy, officier, homme politique et philosophe français (° 20 juillet 1754).
- 1840 : Pierre Dupont de l'Étang, militaire français (° 4 juillet 1765).
- 1847 : Mary Anning, paléontologue britannique (° 21 mai 1799).
- 1850 : Francesco Maria Avellino, archéologue italien (° 14 août 1778).
- 1851 : Hans Christian Ørsted, physicien et chimiste danois (° 14 août 1777).
- 1854 : Antoine Claire Thibaudeau, homme politique français (° 23 mars 1765)
- 1857 : Dominique Savio, saint catholique italien (° 2 avril 1842).
- 1870 : Alfred Desroziers, poète, dramaturge et librettiste français (° 26 janvier 1807).
- 1875 : Pierre Prosper Chabrol, architecte français (° 1er février 1812).
- 1881 : Caroline-Amélie de Schleswig-Holstein-Sonderbourg-Augustenbourg, épouse de Christian VIII de Danemark, reine consort de Danemark (° 28 juin 1796).
- 1885 : Georges Camuset, médecin ophtalmologiste et poète (° 29 juin 1840).
- 1886 :
  - William Smith Clark, chimiste américain (° 31 juillet 1826).
  - Eugène Jeanmaire, homme politique français (° 17 juillet 1808).
- 1888 : Guillaume Ier, empereur allemand (° 22 mars 1797).
- 1891 : André Chanet, médecin, homéopathe et poète français (° ~ 1816).
- 1892 : Gustave Charles Ferdinand de Bonstetten, archéologue suisse (° 27 février 1816).
- 1894 : Léon-Benoit-Charles Thomas, prélat français (° 29 mai 1826).
- 1895 : Leopold von Sacher-Masoch, homme de lettres autrichien (° 27 janvier 1836).

### XXesiècle
- 1906 : Étienne Carjat, journaliste, caricaturiste et photographe français (° 28 mars 1828).
- 1908 : Henry Clifton Sorby, géologue britannique (° 10 mai 1826).
- 1917 : Octavius Pickard-Cambridge, prêtre et zoologiste britannique (° 3 novembre 1828).
- 1925 : Willard Leroy Metcalf, peintre américain (° 1er juillet 1858).
- 1926 : Fatix Ämirxan, éditeur et écrivain soviétique (° 1er janvier 1886).
- 1931 : Lupu Pick, cinéaste allemand (° 2 janvier 1886).
- 1936 : Sri Yukteswar Giri, astrologue indien (° 10 mai 1855).
- 1940 : Morin-Jean (Jean Alexis Joseph Morin dit), archéologue, peintre, graveur et illustrateur français (° 9 mai 1877).
- 1943 : Oswald Wirth, écrivain suisse (° 5 août 1860).
- 1944 :
  - Arthur Roy Brown, as de l'aviation canadien de la Première Guerre mondiale (° 23 décembre 1893).
  - Nikolaï Ivanovitch Kouznetsov, agent de renseignement soviétique (pseudonyme « Gratchev ») (° 27 juillet 1911).
- 1949 : Paul Ducuing, sculpteur français (° 1er mars 1867).
- 1951 : Gonzalo Queipo de Llano, général espagnol (° 5 février 1875).
- 1952 : Alexandra Kollontaï, femme politique russe (° 31 mars 1872).
- 1955 : Jean Chazy, mathématicien français spécialisé dans l'étude du mouvement des corps célestes (° 15 août 1882).
- 1956 : Amanda Aldridge, chanteuse lyrique et compositrice britannique (° 10 mars 1866).
- 1963 : Bertrand de Mun, homme d'affaires et homme politique français (° 26 janvier 1870).
- 1964 : 
  - Édouard Autant, époux Lara, architecte et libre-penseur français (° 7 janvier 1872).
  - Paul Emil von Lettow-Vorbeck, militaire allemand (° 20 mars 1870).
- 1966 : René Barbier, escrimeur français (° 4 mars 1891).
- 1968 :
  - Charles Ailleret, militaire français (° 26 mars 1907).
  - René Leduc, ingénieur aéronautique français (° 24 avril 1898).
- 1971 : Jean-Pierre Guézec, compositeur français (° 29 août 1934).
- 1972 :
  - Marie-Anne Asselin, professeure de chant et mezzo-soprano québécoise (° 16 septembre 1888).
  - Victor Denis, footballeur français (° 12 janvier 1889).
- 1974 : Earl Wilbur Sutherland, Jr., physiologiste américain, prix Nobel de physiologie ou médecine 1971 (° 19 novembre 1915).
- 1975 : Joseph Guillemot, athlète français (° 1er octobre 1899).
- 1979 :
  - Jacques Provins, homme de radio français (° 23 octobre 1914).
  - Jean-Marie Villot, prélat français, secrétaire d'État du Vatican de 1965 à 1979 (° 11 octobre 1905).
- 1981 : Max Delbrück, biophysicien germano-américain, co-prix Nobel de physiologie ou médecine en 1969 (° 4 septembre 1906).
- 1983 :
  - Faye Emerson, actrice américaine (° 8 juillet 1917).
  - Augustin Guillaume, militaire français (° 30 juillet 1895).
  - Ulf von Euler, physiologiste suédois, prix Nobel de physiologie ou médecine 1970 (° 7 février 1905).
- 1988 :
  - Kurt Georg Kiesinger, homme politique allemand, chancelier fédéral de 1966 à 1969 (° 6 avril 1904).
  - Teddy Schaank, actrice néerlandaise (° 10 juin 1921).
  - Daniel Varsano, pianiste français (° 7 avril 1953).
- 1989 :
  - Robert Mapplethorpe, photographe américain (° 4 novembre 1946).
  - Hilda Strike, athlète canadienne spécialiste du 100 mètres (° 1er septembre 1910).
- 1990 : Édith Follet, illustratrice française (° 12 mai 1899).
- 1991 : Max Fourny, pilote automobile ainsi qu'un éditeur et un collectionneur d'art naïf français (° 4 août 1904).
- 1992 : Menahem Begin, homme politique israélien, premier ministre de 1977 à 1983, prix Nobel de la paix 1978 (° 16 août 1913).
- 1993 : Bob Crosby, musicien américain (° 23 août 1913).
- 1994 :
  - Charles Bukowski, écrivain américain (° 16 août 1920).
  - Fernando Rey, acteur espagnol (° 20 septembre 1917).
  - Gilbert Rondeau, homme politique québécois (° 7 mars 1928).
- 1996 :
  - George Burns, acteur et chanteur américain (° 20 janvier 1896).
  - Imre Kovács, footballeur hongrois (° 26 novembre 1921).
- 1997 :
  - Jean-Dominique Bauby, journaliste français (° 23 avril 1952)
  - The Notorious B.I.G. (Christopher George Latore Wallace dit), rappeur américain (° 21 mai 1972)..
- 1999 : Harry Somers, compositeur canadien (° 11 septembre 1925).
- 2000 : Jean Coulthard, musicienne canadienne (° 10 février 1908).

### XXIesiècle
- 2003 :
  - Stan Brakhage, réalisateur américain (° 14 janvier 1933).
  - Bernard Dowiyogo, homme d'État nauruan et ancien président de la République à sept reprises (° 14 février 1946).
- 2004 : Robert Pastorelli, acteur américain (° 21 juin 1954).
- 2005 :
  - Sheila Gish, actrice britannique (° 23 avril 1942).
  - István Nyers, footballeur hongrois (° 25 mai 1924).
  - Glenn Woodward Davis, joueur américain de football américain (° 26 décembre 1924).
- 2006 :
  - Colin Ingleby-Mackenzie, joueur de cricket anglais (° 15 décembre 1933).
  - Jean Leymarie, historien français (° 17 juillet 1919).
  - John Profumo, homme politique britannique (° 30 janvier 1915).
- 2007 :
  - Brad Delp, musicien américain du groupe Boston (° 12 juin 1951).
  - Dali Jazi, homme politique tunisien (° 7 décembre 1942).
- 2008 : Sami El Maghribi, chanteur et musicien marocain (° 1922).
- 2009 : 
  - Hanne Darboven, artiste allemande (° 29 avril 1941).
  - Martin Müller-Reinhart, graveur, peintre et sculpteur suisse (° 15 novembre 1954.
- 2010 :
  - Willie Davis, joueur de baseball américain (° 15 avril 1940).
  - Jean Kerébel, athlète français spécialiste du 400 mètres (° 2 avril 1918).
- 2011 : Inge Sørensen, nageuse danoise (° 18 juillet 1924).
- 2012 :
  - José Tomás Sánchez, cardinal philippin (° 17 mars 1920).
  - Harry Wendelstedt, arbitre de baseball américain (° 27 juillet 1938).
- 2014 : Nicole-Claude Mathieu, Anthropologue, maître de conférences et féministe matérialiste (°  28 novembre 1937).
- 2015, tous trois accidentés ci-avant dans les deux mêmes hélicoptères avec notamment leurs pilotes :
  - Florence Arthaud, navigatrice française, vainqueure de la Route du Rhum de 1990 (° 28 octobre 1957).
  - Camille Muffat, nageuse française, championne olympique en 2012 (° 28 octobre 1989).
  - Alexis Vastine, boxeur français médaillé de Bronze aux Jeux olympiques de 2008 (° 17 novembre 1986).
- 2019 :
  - Jed Allan, acteur américain (° 1er mars 1935).
  - Patrick Grandperret, réalisateur, acteur, scénariste et producteur français (° 24 octobre 1946).
  - Harry Howell, hockeyeur sur glace canadien (° 28 décembre 1932).
- 2020 : 
  - Alain Marcel, acteur, metteur en scène et compositeur français (° 1952)
  - Şevket Kazan, avocat et homme politique turc (° 7 décembre 1933).
  - Keith Olsen, producteur de musique américain (° 12 mai 1945).
  - Mohammad-Reza Rahchamani, médecin et homme politique iranien (° 1er décembre 1952).
- 2021 :
  - Agustín Balbuena, footballeur argentin (° 1er septembre 1945).
  - James Levine, chef d'orchestre et pianiste américain (° 23 juin 1943).
  - Cliff Simon, acteur sud-africain (° 7 septembre 1962).
  - Steven Spurrier, œnologue, critique vinicole et négociant en vin britannique (° 5 octobre 1941).
  - Joseph Stoffel, gymnaste artistique luxembourgeois (° 27 juillet 1928).
  - René Taesch, photographe et musicien français (° 12 février 1952).
  - Tommy Troelsen, footballeur danois, médaillé d'argent aux Jeux olympiques d'été de 1960 (° 10 juillet 1940).
  - Joan Walsh Anglund, poétesse et illustratrice américaine (° 3 janvier 1926).
- 2022 : Justice Christopher, footballeur nigérian né vers 1981.
- 2023 :
  - Robert Blake, acteur américain (° 18 septembre 1933).
  - Roland Castro, architecte français (° 16 octobre 1940).
  - Satish Kaushik, acteur et réalisateur indien (° 13 avril 1956).
  - Luis Ludueña, footballeur international argentin (° 21 février 1954).
  - Raphael Mechoulam, chimiste israélien (° 5 novembre 1930).
  - Marat Sarulu, scénariste et réalisateur kirghize (° 26 septembre 1957).
- 2024 : John Barnett, lanceur d'alerte (° 1961 ou 1962)

## Célébrations
- Belize (Amérique centrale) : baron Bliss day (jour du baron Bliss) honorant la mémoire du baron Bliss bienfaiteur du peuple de l'ex-Honduras britannique devenu le Belize.
- Liban : eid al moalim (fête des professeurs)[5].

### Religieuses
- Bahaïsme : huitième jour du mois de l'élévation (‘alá’) consacré au jeûne dans le calendrier badí‘.
- Christianisme : 
  - mémoire des quarante martyrs de Sébaste († vers 320 / 324) ;
  - lectures de Prov. (29, 2-6) ; Is. (65, 13-18) ; Héb. 11, 13(-16) ; Mt. 10, 16(-22), avec pour mots communs entre Héb. et Mt. 16, 23 : une "ville", entre Prov. et Mt.: "roi", et entre Is. et Mt.: "nom", dans le lectionnaire de Jérusalem.

### Saints des Églises chrétiennes

#### Saints catholiques et orthodoxes du jour
Saints catholiques et orthodoxes du jour :
- Alvère de Limeuil († IIIe siècle), vierge et martyre.
- Antoine de Froidemont († IXe siècle), Ermite.
- Bosa d'York († vers 705), moine à l'abbaye de Whitby puis évêque de York.
- Botolf de Maestricht († 655), Ermite.
- Bruno de Querfurt († 1009), évangélisateur de la Prusse.
- Pacien de Barcelone († 391), 2e évêque de Barcelone.
- Quarante martyrs de Sébaste († 320), soldats de la Legio XII Fulminata à Sébaste.
- Urpasien († IVe siècle), martyre.
- Vital de Castronovo (it) († 993), ermite puis abbé à Armento.

#### Saints et bienheureux catholiques du jour
Saints et bienheureux catholiques du jour :
- Catherine de Bologne († 1463), religieuse clarisse et mystique italienne.
- Dominique Savio († 1857), adolescent italien, élève de saint Jean Bosco.
- Françoise Romaine († 1440), épouse et mère de famille italienne, fondatrice des oblates de Tor de Specchi.

#### Saints orthodoxes du jour (aux dates parfois"juliennes"/ orientales)
Saints orthodoxes du jour :

### Prénoms du jour
Le 9 mars correspond à la fête des Françoise,
- et à ses variantes ou diminutifs :
  - France, Anne-France, Anne-Françoise, Marie-France, Marie-Françoise et autres variantes composées ;
  - aux 'çoise,
  - Franceline, Francette (et Cécette, Céssette, Sécette, Séssette (les Zézette à rapprocher davantage des Josette voire Josiane etc.) ;
  - aux Francie et Frandeline, F(r)annie, F(r)anny, F(r)any voire Fanny (26 décembre bien davantage, pour les Fanny aphérèse de Stef(f)any etc.) ;
  - aux Fanchette, F(r)anchon ;
  - Francine, Franchina, China voire Francinette, en gallo ;
  - Fant, Fanta, Franseza, Seza, Soaz, Soazic, Soazig, Zica, en breton[9] ;
  - Frances, en anglais ;
  - Franka, Frantza, Franza, Franziska, Ska, en allemand voire d'autres langues et dialectes germaniques d'où viendraient ces prénoms et leurs masculins François et ses propres nombreuses variantes, etc. ;
  - Francisca, en latin ;
  - Franca, Francesca, Cesca, en italien ;
  - Xecha, en catalan ;
  - Francisca, Frisca, Paquita (? Sancha ?), Cisca, en espagnol castillan ;
  - Francisca, Xica, Xika, en portugais ;
  - etc.

Et aussi aux Alvère, voire Halvar, Alvaro.

## Traditions et superstitions

### Dictons
- « Le jour des quarante martyrs, si le temps est mauvais, il faut se résoudre à le supporter pendant six semaines. »[10]
- « Semé à la sainte-Françoise, ton grain aura du poids. »[10]
- « S'il gèle aux 40 martyrs, il gèlera encore 40 nuits, au pire. »[11]

### Astrologie
- Signe du zodiaque : 19e jour du signe astrologique des Poissons (ou 20e en cas d'année bissextile).